# Кемертелидзе, Акаки
Акаки Кемертелидзе (груз. აკაკი ქემერტელიძე; род. 1999) — грузинский борец вольного стиля, серебряный призёр чемпионата Европы 2024 года, бронзовый призёр чемпионата Европы 2025 года, победитель турнира серии Гран-при в Загребе в 2024 году.

## Биография
Родился в 1999 году в Грузии. С 2019 года принимает участие в международных соревнованиях по вольной борьбе. В январе 2024 года на турнире серии Гран-при в Загребе в весовой категории до 70 кг одержал победу.
На чемпионате Европы 2024 года в столице Румынии, в весовой категории до 70 кг Акаки завоевал серебряную медаль континентального первенства. В финале уступил спортсмену из Армении Арману Андреасяну.
На чемпионате мира 2024 года, который проходил в Тиране, стал пятым в весовой категории до 70 кг.
В апреле 2025 года на чемпионате Европы в Братиславе в весовой категории до 70 кг завоевал бронзовую медаль. В схватке за третье место одолел соперника из Украины Алексея Борута.